# Peschici
Peschici község (comune) Olaszország Puglia régiójában, Foggia megyében.

## Fekvése
A Gargano-félsziget északi partján fekszik.

## Története
A település elődje a római Merinum volt. A Peschici név valószínűleg szláv eredetű, ugyanis 970-ben szláv katonák szabadították fel a Gargano-félsziget településeit a szaracén uralom alól és két kolóniát alapítottak (a másik Vico del Gargano).
2007 júliusában jelentős károkat okozó terjedelmes erdőtűz pusztított környékén. A hatóságok több ezer turistát menekítettek ki az érintett területről.

## Népessége
A lakosság számának alakulása:

## Főbb látnivalói
- A középkori óváros valamint a part mentén álló 9. században épült őrtornyok.